# Drohobics
Drohobics (ukrán betűkkel: Дрогобич, lengyelül: Drohobycz) járási jogú város Ukrajnában, a Lvivi terület Drohobicsi járásának székhelye. A Szeret és a Tiszmenicja folyók összefolyásánál fekszik, a Külső-Kárpátok vonulatának lábánál, Lvivtől 70 km-re délnyugatra. Az utolsó népszámláláskor, 2001-ben 79 119 lakosa volt. Közigazgatási területe 41 km². Az egykor sóbányászatáról híres település napjainkra jelentős iparvárossá vált. 1939–1959 között területi székhely is volt.

## Története
Első írásos említése 1238-ból származik. A legenda szerint eredetileg egy Bics nevű település állt a helyén, mely azonban elpusztult, de később újratelepült Második Bics (Druhij Bics) néven.  A Kárpátok lábánál levő medencében akkoriban jelentős sóbányászat folyt, a település lakói főként sókereskedelemmel foglalkoztak (erre utalnak a címerében látható sótartó hordók). 1392-ben kezdték első katedrálisának építését. 1422-ben kapott városi jogokat. 1648-ban Bohdan Hmelnickij kozákjai elfoglalták és lerombolták a várost, számos lengyel és zsidó lakosát ölték meg. 1772–1918 között az Osztrák–magyar monarchia Galícia tartományához tartozott. A város környékén a kőolajkitermelés a 19. század második felében kezdődött. A közeli Boriszlavban Európa legnagyobb ozokeritkészleteit is feltárták. A 20. század elejére már a feldolgozóipar kialakulása is kezdetét vette. 1911. július 2-án az osztrák rendőrök a tüntető lakosság közé lőttek. 1918-ban Lengyelországhoz csatolták. 1919 áprilisában a városban kétnapos kommunista felkelés tört ki, melynek célja a Vörös Hadsereg előrenyomulásának (a Zbrucs folyóig jutottak) segítése volt. A felkelést a Nyugat-ukrán Népköztársaság erői verték le. A lengyel uralom megszilárdulásával a Lwówi vajdaság járási (powiat) székhelye lett. 1928-ban ukrán gimnázium nyílt a városban, amely a lengyelországi ukrán kultúra egyik fontos központjává vált. 1939 szeptemberében az Ukrán SZSZK-hoz csatolták és az ekkor alakult Drogobicsi terület székhelyévé vált. Ekkor 37 ezer lakosa volt. A német megszállás 1941. július 1. – 1944. augusztus 6. között tartott. A megszállás alatt megölték a város korábban jelentős zsidó lakosságának (1869-ben a lakosság 48%-át, 1939-ben 40%-át tették ki) többségét. A háború utáni iparfejlesztés során jelentős ipari központtá vált, bár 1959-ben területi székhely rangját elvesztette. 1970-ben 56 ezer lakosa volt.

## Gazdaság
Sokoldalú iparának legfontosabb ága a vegyipar, melynek legfontosabb képviselője a városról délre felépült hatalmas kőolajfinomító kombinát. Gépipara autódarukat és kőolajipari fúróberendezéseket állít elő. Fafeldolgozó-, élelmiszer- és textilipara is van, valamint háztartási vegyszergyártása.
A város jelentős kulturális-oktatási szerepkört is betölt, Ivan Frankóról elnevezett tanárképző főiskoláján lengyel tanszék is működik. Olajipari technikum is működik Drohobicsban.

## Nevezetességek
Drohobics több fatemplommal is büszkélkedhet, melyek közül a leghíresebb a világörökség részét képező Szent György (Jura)-templom, mely a 17. században épült, eredetileg Nagyijevo faluban állt, 1657-ben építették fel jelenlegi helyén. Ikonosztáza 1659-ből származik. A főtéren (rinok) áll a 20. század elején épült tornyos városháza (ratusa). A Szent Bertalan-templom hatalmas bástyájáról jellegzetes, a Péter-Pál-templom pedig a régi ukrán gimnázium épülete mellett található. Helytörténeti múzeum-ának állandó Ivan Franko-kiállítása van. A városban szobrot állítottak Jurij Drohobicsnak, Sztepan Bandera (1909–1959) nacionalista politikusnak, valamint a kereszténység felvételének 1000. évfordulójának tiszteletére.

## Ismert emberek
- Szalay József (1802–1876), a szczawnicai gyógyfürdő kiépíttetője
- Elisabeth Bergner (1897–1986) színésznő
- Jurij Drohobics (1450–1494) tudós, az ukrán orvostudomány egyik első képviselője
- Ivan Franko (1856–1916) ukrán nemzeti költő a közeli Nahujevicsi faluban született, itt tanult 1864–1868 között
- Maurycy Gottlieb (1856–1879) festőművész
- Jaroszlav Popovics (1980) ukrán kerékpárversenyző
- Bruno Schulz (1892–1942) lengyel zsidó író

## Testvérvárosok
- Legnica, Lengyelország
- Muscatine, Iowa, USA
- Buffalo, New York, USA
- Bytom, Lengyelország

## Fényképek

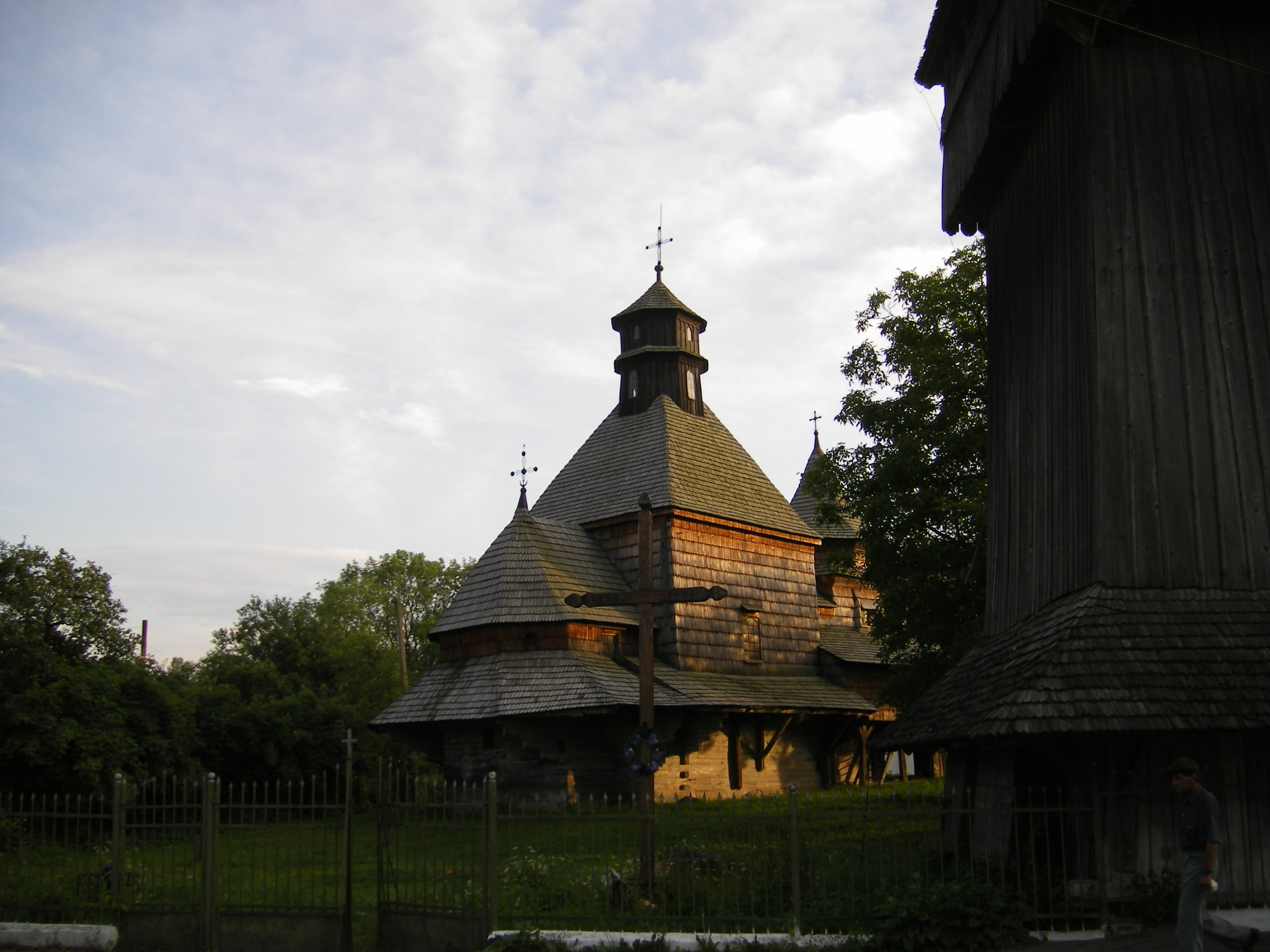
A Szent Kereszt-fatemplom
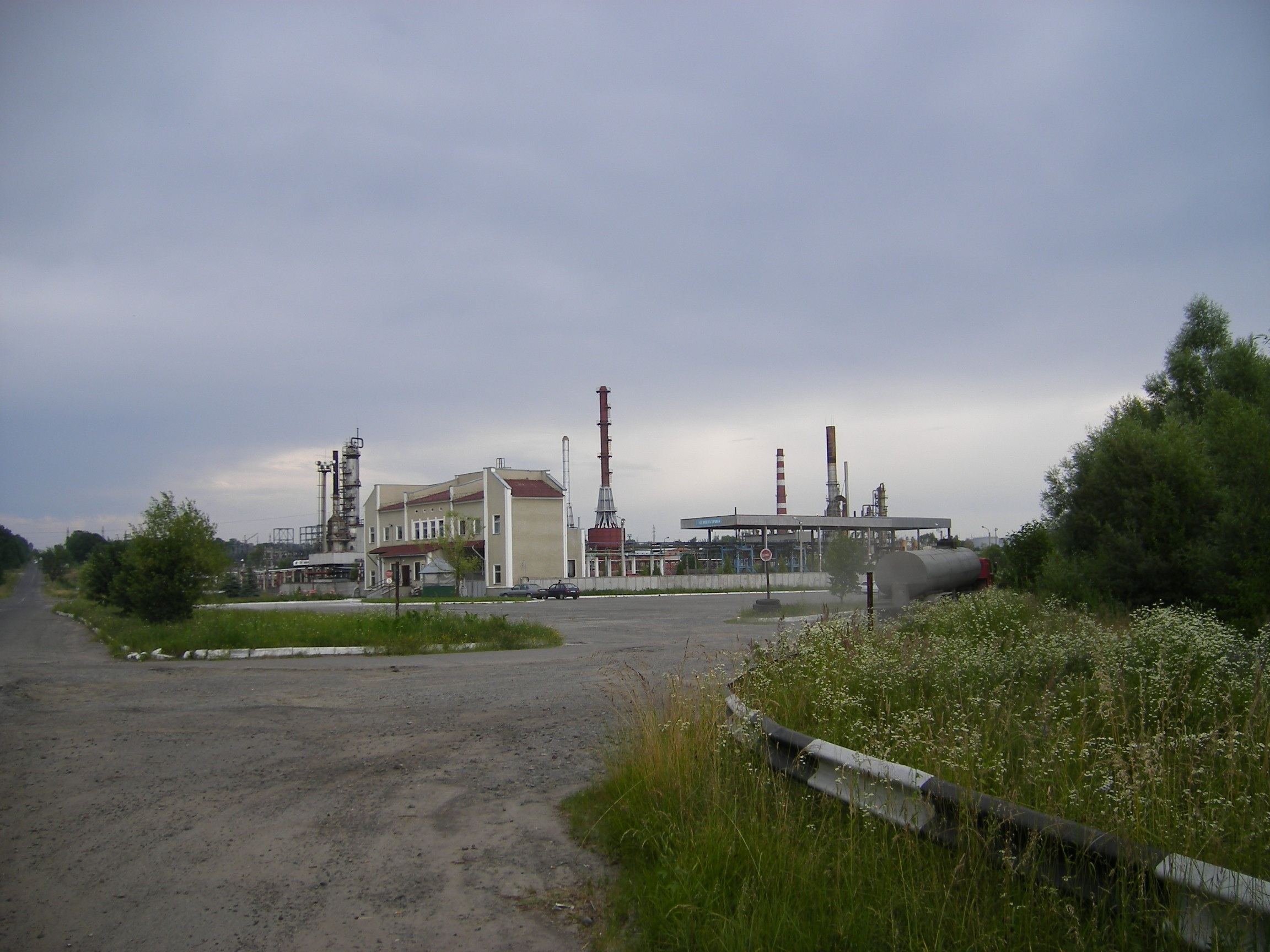
A drohobicsi vegyipari kombinát
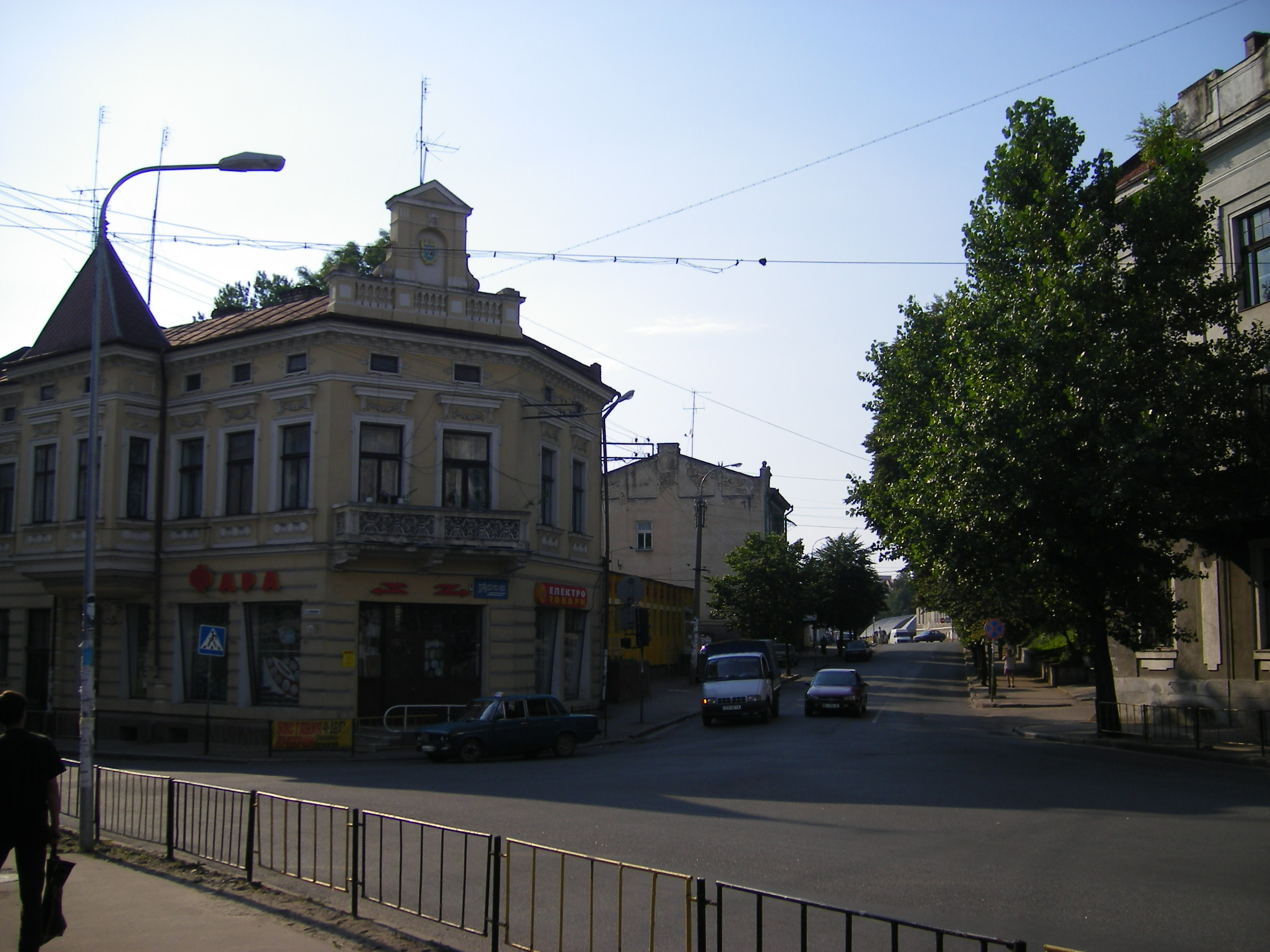
Belvárosi utcakép